# Aleph Farms
Aleph Farms è una startup del settore alimentare e tecnologico che ha l'obiettivo di produrre carne partendo da cellule di manzo che vengono fatte moltiplicare usando una piattaforma di ingegneria dei tessuti 3D.
È stata creata nel 2017 dall'incubatore israeliano "The Kitchen" di Strauss Group e dall'istituto di tecnologia d'Israele Technion e ha sede a Rehovot, Israele.
A dicembre 2018, Aleph Farms rilascia il suo prototipo, una bistecca cresciuta con cellule bovine.
A maggio 2019, annuncia un giro di finanziamento di 12 milioni di dollari da parte di Vis Vires New Protein. Tra gli altri investitori ci sono anche Cargill e M-Industry (gruppo industriale di Migros).